# Roman d'Aiquin
Le Roman d'Aiquin ou Chanson d'Aiquin (di aussi Aquin ou Acquin) est une chanson de geste écrite en Bretagne. Son texte est connu grâce à une copie manuscrite du XVe siècle. Elle est considérée comme le plus ancien poème épique composé en langue française en Bretagne.

## Résumé
Épopée en vers, la chanson d'Aiquin ou la conquête de la Bretagne par le roi Charlemagne, évoque la présence des vikings (appelés anciennement Normands) et de leur roi Aiquin (correspondant à Incon) « de nort pays » dans la région d'Alet ainsi que dans l'estuaire de la Loire. Elle présente ensuite les différents épisodes de la lutte de Charlemagne et de l'archevêque de Dol, Ysoré (avatar de Wicohen, historiquement attesté au Xe siècle) pour les en chasser et de leur poursuite par le duc Naimes (probablement Nominoë) à travers toute l'Armorique, soit environ trois siècles après les faits.
La seule copie parvenue, qui correspond à une copie très altérée et tronquée du texte original, date du XVe siècle. Elle a été trouvée dans les ruines du monastère franciscain de l'île de Cézembre près de Saint-Malo. Le texte évoque aussi saint Servan (confondu probablement avec saint Servais)[réf. nécessaire] ainsi que saint Corentin. L'auteur appelle les vikings « Sarrasins », terme qui désigne souvent les païens en général et qui tient sans doute au fait que ce texte a été rédigé bien après les évènements, c'est-à-dire fin XIIe siècle ou peut-être début XIIIe siècle.
Plus loin, le roman d'Aiquin mentionne que, fuyant Carhaix pris par les Francs, Aiquin se serait réfugié dans un château très puissamment bâti dénommé Nyvet que les historiens identifient tantôt au Menez Hom, tantôt au Menez-Lokom (« montagne de Locronan », ou Menetnemet), non loin de l'ermitage de saint Corentin, ce dernier ayant aidé par ses renseignements l'armée franque à combattre les vikings. Des fouilles entreprises au camp des Salles (situé au sommet de la montagne de Locronan) confirment l'existence d'une ancienne forteresse).

## Analyse critique
Le roman d'Aiquin est un véritable palimpseste de l'histoire bretonne au IXe siècle. Probablement rédigé par un moine de Dol, il donne le beau rôle dans la lutte contre les vikings à l'évêque de Dol, au détriment de celui de Saint-Malo, ainsi qu'au duc « Naimes », dans lequel on propose de reconnaître la figure déformée de Nominoë, un dynaste du IXe siècle confronté aux Francs. Le texte contient de nombreuses erreurs historiques, mais reste toutefois intéressant à bien des égards. L'auteur semble aussi très influencé par le contexte politique de son temps ayant présent à l'esprit les conquêtes du roi de France aux dépens des Plantagenêt ; en effet, selon l'historien Éric Borgnis-Desbordes, le texte aurait été écrit vers 1213 et, sous couvert d’une chanson de gestes mettant en scène Charlemagne et les invasions vikings du Xe siècle, l’auteur évoquerait en fait « le passage de la Bretagne de la domination des Plantagenêts à l’influence française ». Gérard Lomenec'h affirme que la chanson est l'oeuvre de Garin Trosseboeuf, un jongleur au service de l'archevêque Roland de Dol.

## Éditions
- Jacques, F., ed. (1977). Aiquin, ou la conquête de la Bretagne par le roi Charlemagne. Aix-en-Provence: Publications du Centre Universitaire d'Etudes et de Recherches Medievales d'Aix.
- Joüon des Langrais, Frédéric, ed. (1880). Le roman d'Aquin, ou La conqueste de la Bretaigne par le roy Charlemaigne: chanson de geste du XIIe siècle. Nantes : Société des Bibliophiles Bretons.
- Lenoir, Nicolas, ed. (2009). Étude sur la Chanson d'Aiquin, ou La Conquête de la Bretagne par le roi Charlemagne. Nouvelle Bibliothèque du Moyen Âge. Paris : Honoré Champion.
- Lozac'hmeur, Jean-Claude; Ovazza, Maud, eds. (1985). La Chanson d'Aiquin: texte traduit, présenté et annoté. Jean Picollec.